# Mercedes-Benz Clasa A
Mercedes-Benz A-Class este o mașină mică de familie fabricată de producătorul auto german Mercedes-Benz. 
Prima generație (W168) a fost introdusă în 1997. A doua generație (W169) a apărut la sfârșitul anului 2004 iar a treia generație (W176) a fost lansată la sfârșitul anului 2012.

## Prima generație (W168; 1997)
În toamna anului 1997 Mercedes-Benz a dezvăluit la Salonul Auto de la Frankfurt prima generație de clasa A.
Din păcate campania de lansare a fost lovită de un incident. Revista auto suedeză Teknikens Värld a testat mașina la așa numitul "test al elanului", test utilizat în mod obișnuit în Suedia pentru a împiedica mașinile de a dărâma cerbii mari. În cazul mașinii testate la viteza de 60 km/h la evitarea cerbul fals, autoturismul nu a trecut testul datorită centrului mare de greutate din structura de tip sandwich. În cele din urmă inginerii din Stuttgart au reproiectat autoturismul dându-i anvelope groase, înălțime mai mică de drum, bare stabilizatoare mai groase și ESP-ul Bosch (control electronic al stabilității) a devenit dotare standard.
În martie 2001 a fost urmată de un facelift major care a fost prezentat la Salonul Auto Geneva. Au fost modificate și schimbate un total de 980 de piese care a dus la un stil modern, mai ales în interior.
Peste 1,1 milioane de unități au fost vândute în perioada de producție 1997-2004.

## A doua generație (W169; 2004)
A doua generație de Mercedes clasa A a fost fabricat între 2004-2012. Este disponibil în versiunile de 3 și 5 uși.
A obținut de cinci stele pentru protectia pasagerilor adulți în cadrul testului de impact EuroNCAP, șasiul de tip sandwich ajută prevenirea rănirii prin forțarea motorului sub podea în cazul unei coliziuni.
Clasa A vine cu echipamentele de siguranță standard frâne cu sistem de frânare anti-blocare (ABS) și asistență la frânare (BAS). Program electronic de stabilitate (ESP) cu accelerator antiderapant (ASR).
Scaunul pasagerului și șoferului sunt protejate de tetiere active, care sunt reglabile pe înălțime. Airbag-uri frontale și airbag-uri laterale cap-torace pentru șofer și pasagerul din față.
Toate motoarele îndeplinesc normele de poluare Euro 4.
Cele mai multe modele sunt oferite cu o cutie manuală în 5 trepte. Modelele în A180 și A200 diesel și 2.0 pe benzină au o cutie de viteze manuală cu șase trepte. Cutie de viteze automată CVT este disponibil ca dotare opțională.

## A treia generație (W176; 2013)
A treia generație de Mercedes-Benz Clasa A a fost prezentat în premieră mondială la Salonul Auto Geneva 2012.
Modelul este conceput pe noua platformă modulară MFA (Modular Front Architecture) ce înseamnă că tracțiunea este pe roțile din față și promite un bun spațiu interior.
Este disponibil cu trei motoare pe benzină și trei dieseluri common-rail, toate dotate standard cu sistem start-stop și o cutie manuală cu 6 trepte - opțional este disponibil o cutie automată cu 7 trepte cu dublu ambreiaj, 7G-DCT.

## A patra generație (W177; 2018)

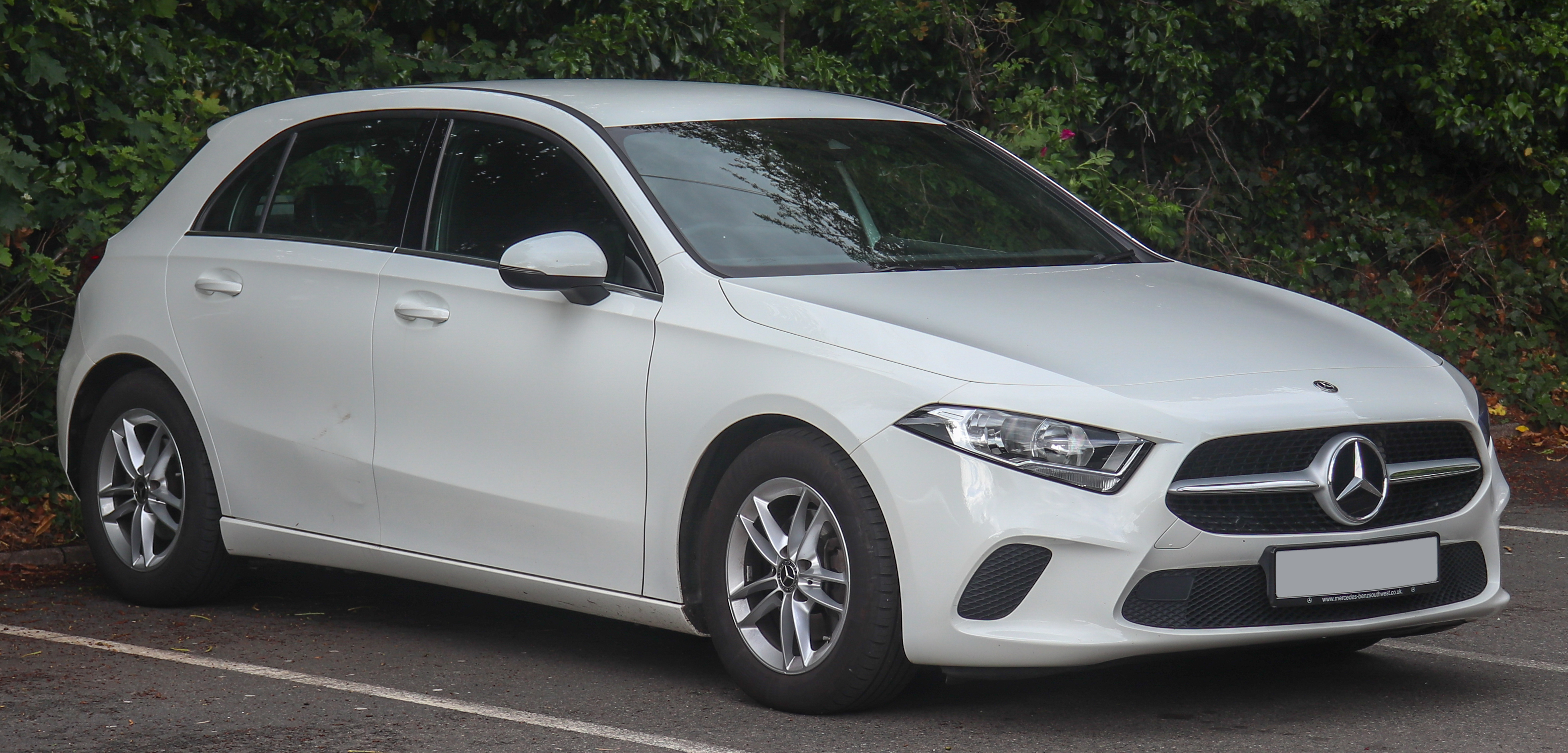
W177 A 180d